# Górki Wschodnie

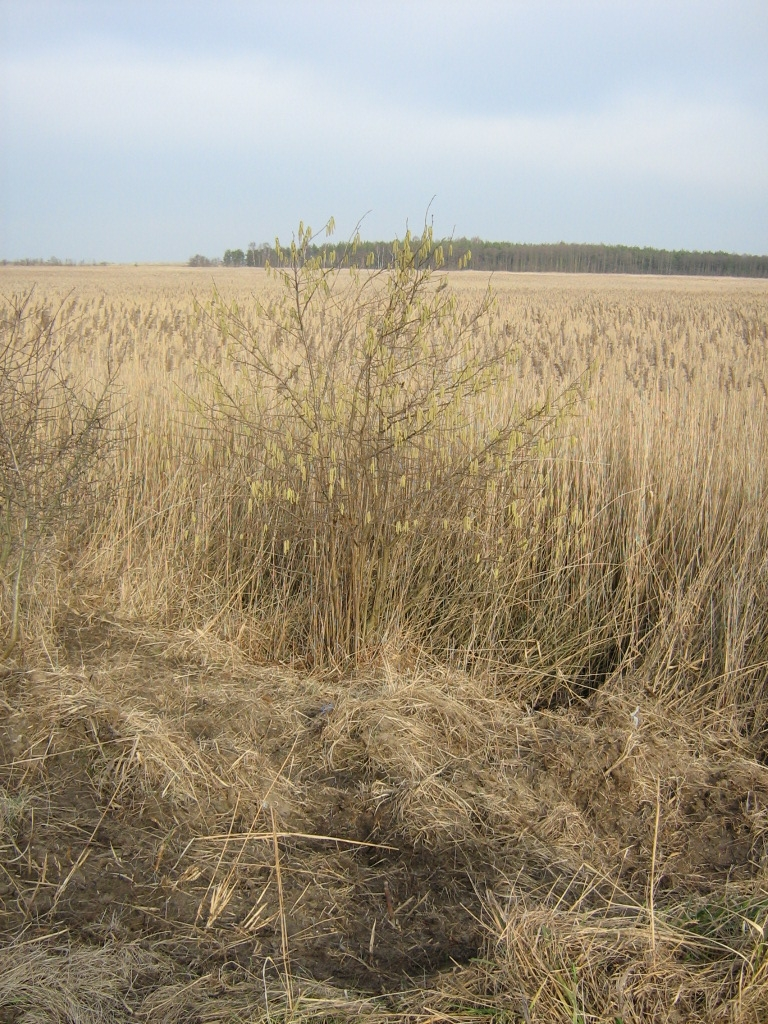
Trzcinowisko w rezerwacie Ptasi Raj

Górki Wschodnie (niem. Östlich-Neufähr) – osiedle w Gdańsku, na zachodzie Wyspy Sobieszewskiej.

## Historia

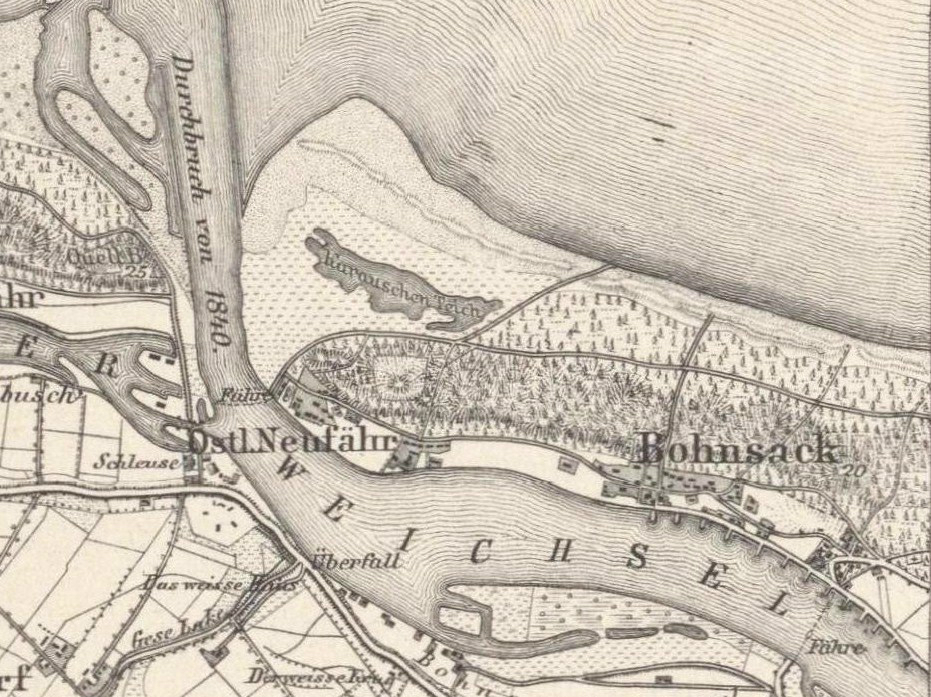
Górki Wschodnie na mapie z 1901

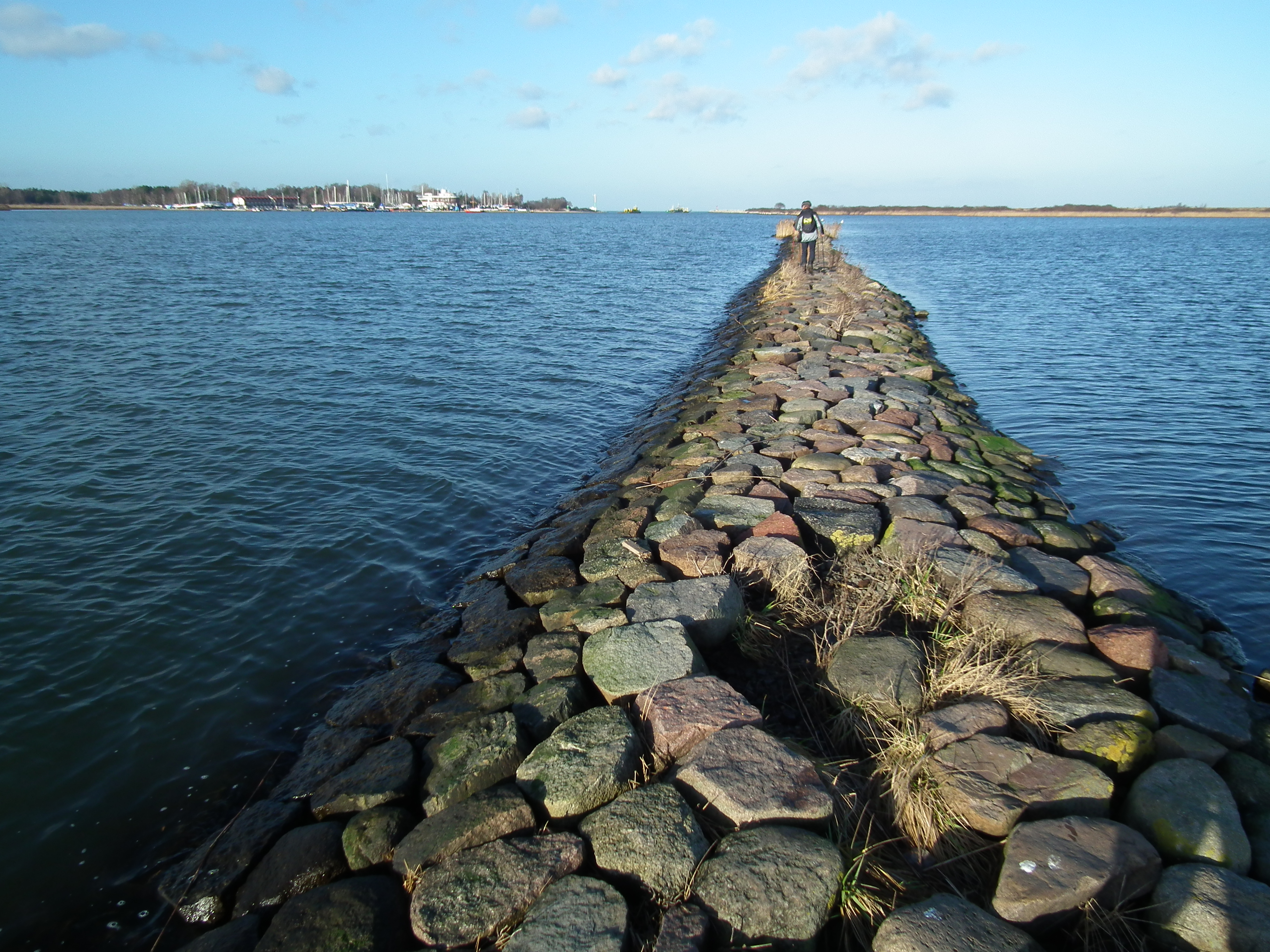
Grobla pomiędzy Wisłą Śmiałą i jeziorem Ptasi Raj

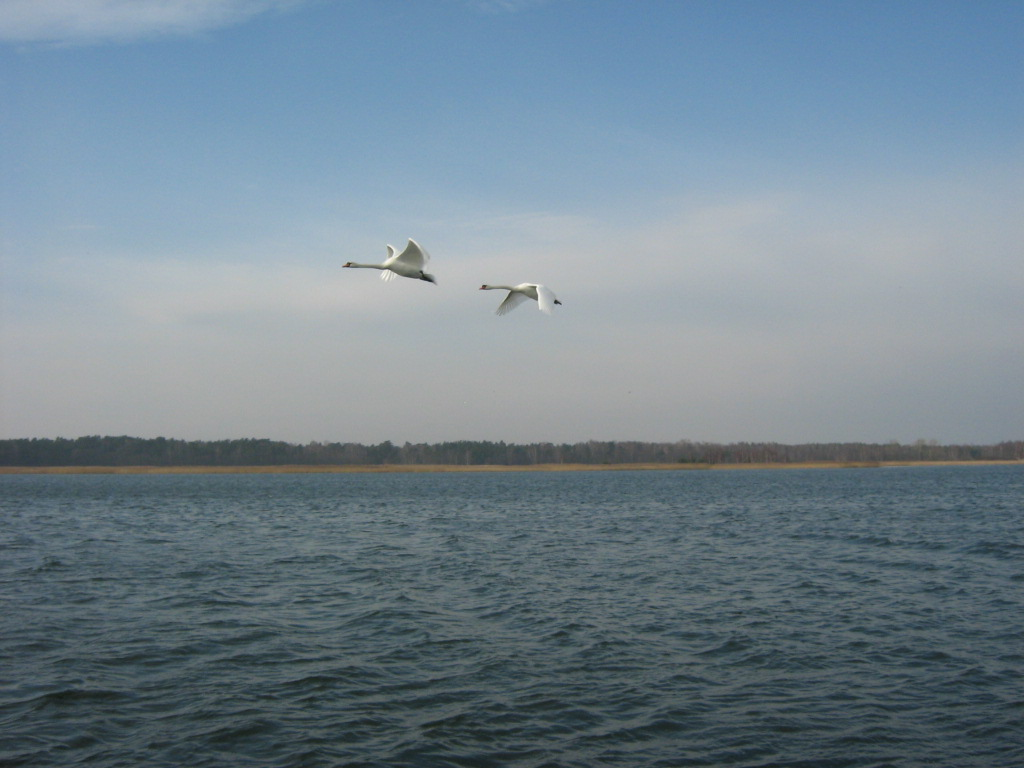
Rezerwat Ptasi Raj

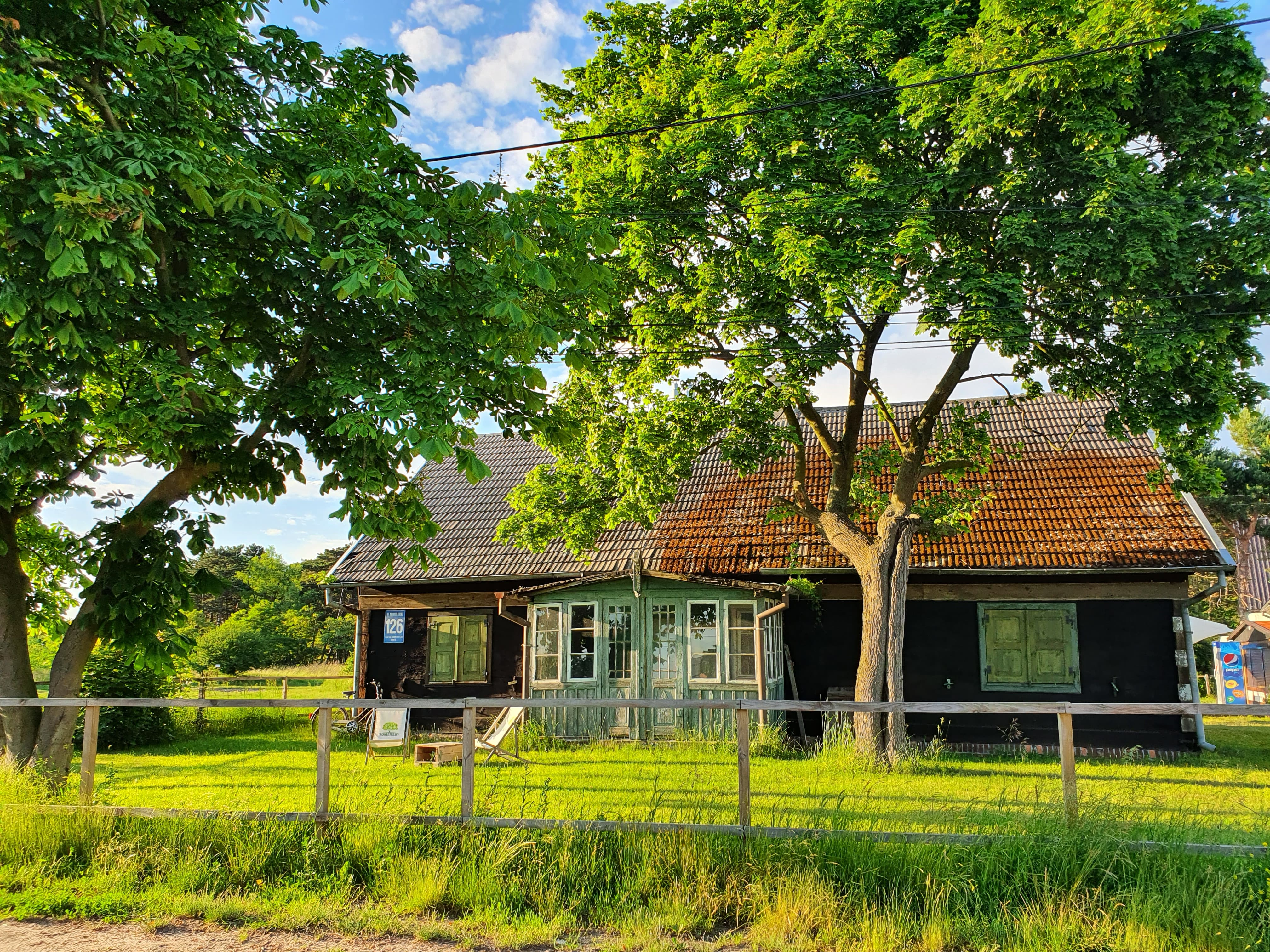
Chata na Górkach Wschodnich

Pierwotnie w Górkach Wschodnich znajdowała się osada rybacka, która jednak została zniszczona w 1840 wskutek przerwania wałów przez Wisłę Śmiałą. Osada do roku 1840 stanowiła wspólnie z dzisiejszymi lewobrzeżnymi Górkami Zachodnimi jedną miejscowość.
Obecnie znajduje się tam niewielkie osiedle ze Stacją Ornitologiczną PAN i Stacją Biologiczną UG. Jedyna droga dojazdu do osiedla prowadzi z Sobieszewa. Do 1945 roku pomiędzy obubrzeżnymi Górkami kursował prom.
Górki Wschodnie zostały przyłączone w granice administracyjne miasta 1 stycznia 1973. Należą do okręgu historycznego Niziny.

## Położenie
Górki Wschodnie położone są na wschodnim brzegu Wisły Śmiałej oraz na północnym brzegu Martwej Wisły. Na wschód od Górek Wschodnich znajduje się Sobieszewo, zaś na północ – rezerwat przyrody Ptasi Raj z jeziorami Karaś i Ptasi Raj. Na północ od Górek Wschodnich rozciąga się także wydmowy las zwany Lasem Mierzei.

## Transport i komunikacja
Połączenie z centrum Gdańska umożliwiają autobusy komunikacji miejskiej (linie nr 186 i N9). W okresie międzywojennym w Górkach znajdował się port lotniczy, z którego korzystały wodnosamoloty do Szwecji. Z przyczyn ekonomicznych tylko w latach 1925 i 1928 odbywały się regularne połączenia: w l. 1925–1926 do Sztokholmu, a w 1928 r. trzy razy w tygodniu do Kalmaru (czas lotu 2,5 godziny). Realizowane od czerwca 1925 loty do Sztokholmu odbywały się jeden raz dziennie i trwały 4 godziny (wylot z Górek o 17.15, wylot ze Sztokholmu o 6.00). Linia obsługiwana była przez wodnosamoloty Junkers i Dornier Do J Wal. Poza latami 1925–1926 i 1928 lądowania wodnosamolotów były sporadyczne i wymagały specjalnej zgody od władz Wolnego Miasta Gdańska. Od 6 do 13 lipca 1932 r. w dawnym porcie wodno-lotniczym zatrzymała się największa wówczas łódź latająca Dornier Do X, którą udostępniono do zwiedzania, a 12 lipca odbyła lot okrężny nad Sopotem. Obecnie w dawnym budynku dworca mieści się stacja badawcza uniwersytetu gdańskiego i jest to jedyna oryginalna przedwojenna zabudowa lotnicza zachowana w Gdańsku.